# Dżajsz al-Islam
Dżajsz al-Islam (arab. ‏جيش الإسلام‎, „Armia Islamska”; wcześniej Liwa al-Islam) – zbrojna formacja islamistów walcząca podczas wojny domowej w Syrii, powstała w regionie Damaszku 29 września 2013.
W skład Dżajsz al-Islam weszła Liwa al-Islam i 42 mniejsze oddziały, które 24 września 2013 zerwały współpracę z Syryjską Koalicję Narodową na rzecz Opozycji i Sił Rewolucyjnych i utworzyły pięć dni później ugrupowanie Dżajsz al-Islam.

## Działalność
Liwa al-Islam powołał w 2011 Syryjczyk Zahran Allusz po tym, jak wyszedł z więzienia w wyniku amnestii ogłoszonej przez władze. W trakcie wojny domowej ugrupowanie wyróżniło się przeprowadzeniem zamachu w pierwszych dniach bitwy o Damaszek (18 lipca 2012), w którym zginął minister obrony Dawud Radżiha. Ugrupowanie aktywnie walczyło w trakcie bitwy w stolicy kraju i podejmowało współpracę z jeszcze bardziej radykalnym Dżabhat an-Nusra. Liwa al-Islam liczyła 9000 bojowników i jej główną areną działań była tzw. Ghuta, czyli rolnicze tereny na wschód od Damaszku.
Kiedy wpływy Dżabhat an-Nusra współpracującego wtedy z Państwem Islamskim w Iraku i Lewancie (ISIL) drastycznie rosły, Liwa al-Islam zaczęła być wspierana przez Arabię Saudyjską, przez co ugrupowanie zwiększyło zasięgi działalności militarnej, w efekcie czego zawiązano koalicję Dżajsz al-Islam. Formacja przystąpiła do Syryjskiego Frontu Wyzwolenia Islamu, który 22 listopada 2013 na mocy paktu wojskowego z Syryjskim Frontem Islamskim przekształcił się we Front Islamski, którego Dżajsz al-Islam została sygnatariuszem. Ugrupowanie to odrzuciło możliwość uczestniczenia w pokojowej konferencji „Genewa 2” zaplanowanej na styczeń 2014. 3 sierpnia 2014 Dżajsz al-Islam została za to jednym z 18 sygnatariuszy Syryjskiej Rady Dowództwa Rewolucyjnego.
27 grudnia 2013 armia rządowa zastawiła zasadzkę na islamistów na drodze z Maluli do Jabrudu. Zginęło w niej 60 z nich, a dwudziestu zostało rannych. Według jednego z pojmanych rannych bojowników, oddział liczył 400 osób pochodzących z Arabii Saudyjskiej i Czeczenii. Sam ranny należał do ugrupowania Dżajsz al-Islam.
25 grudnia 2015 lider formacji, Zahran Allusz, zginął w rosyjskim nalocie w Hausz ad-Dawahira w regionie Damaszku.
W kwietniu 2018, gdy siły rządowe w pełni wyzwoliły Ghutę, mudżahedinom Dżajsz al-Islam umożliwiono ewakuację do Dżarabulus i Al-Bab. Po tej relokacji formacja liczyła wciąż 2000 mudżahedinów, otrzymujących wsparcie od służb wywiadowczych Turcji. 17 lutego 2022 dwóch liderów Dżajsz al-Islam zginęło w Al-Bab od wybuchu podłożonej bomby.

### Zbrodnie wojenne
Bojownicy Dżajsz al-Islam brali udział w masakrze o podłożu wyznaniowym w mieście Adra, gdzie w nocy z 11 na 12 grudnia 2013 razem z Dżabhat an-Nusra zabili 32 szyickich cywilów. Później też popełniali liczne zbrodnie wojenne, takie jak torturowanie porwanych cywilów, znęcanie się nad jeńcami z armii syryjskiej, używanie zakładników jako „żywych tarcz” oraz zabójstwa członków konkurencyjnych formacji terrorystycznych.